# Hugh Whitaker

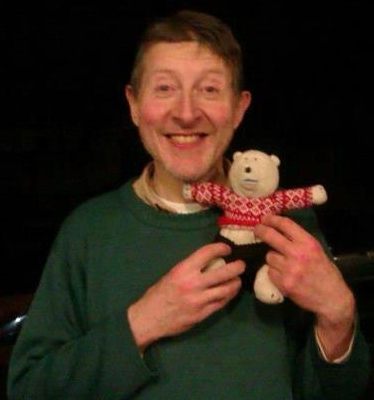
Hugh Whitaker com Ian, o urso polar (Barnsley, dezembro de 2012).

Hugh Whitaker foi ex-baterista da banda britânica de indie rock The Housemartins. Passou a tocar bateria em várias bandas de rock da cidade de Hull, Inglaterra incluindo The Penny Candles, The Juniper Chute e The Gargoyles.
Em 1993, Hugh Whitaker foi acusado de agressão após atacar seu ex-parceiro de negócios James Hewitt, com um machado, e atirar fogo em sua casa após James Hewitt aparentemente tê-lo enganado. Hugh Whitaker ficou cinco anos na prisão. Após a sua libertação, mudou-se para Leeds. Em 2004, ele estava tocando bateria com uma banda local chamada Percy.